# Emmesomyia oriens
Emmesomyia oriens este o specie de muște din genul Emmesomyia, familia Anthomyiidae, descrisă de Masayoshi Suwa în anul 1974. Conform Catalogue of Life specia Emmesomyia oriens nu are subspecii cunoscute.